# パブリック・ナレッジ
パブリック・ナレッジ（英語: Public Knowledge）とは、ワシントンD.C.に本部を構える非営利の公益団体でデジタル市場での知的財産権、競争、選択やインターネットのオープン標準とエンドツーエンドに関与している。
共同創設者はデビッド・ボリラーとギジ・ソーン（現会長）。ピーター・サバーはこの団体の中にてオープンアクセスプロジェクトの取締役で他の取締役にはマサチューセッツ工科大学教授のハル・アベルソンやスタンフォード大学ロースクール教授のローレンス・レッシグ、かつて連邦通信委員会議長だったリード・フントがいる。
この団体は通信と著作権政策における3つのIPである「情報政策」(information policy)、「知的財産権」(intellectual property)、「インターネットプロトコル」(Internet Protocol)に主眼を置いて活動している。
パブリック・ナレッジは多くの政策議論に参加しているが、この団体は著作権保護期間の延長や著作権保護の強化、フェアユースの免除に反対することでよく知られており、例えば連邦通信委員会が全てのデジタルTVチューナーにブロードキャストフラグを義務化しようとしたのに対しパブリック・ナレッジは法的キャンペーンを牽引し方針を撤回させることに成功した。デジタル著作権管理政策に関する1つの政治学研究にて「2001年にパブリック・ナレッジを創設して以降ワシントンD.C.に本部を置く傑出した政策提言団体として目立つ形で伸びている。」と締めくくっている。